# NGC 3001
NGC 3001 is een balkspiraalstelsel in het sterrenbeeld Luchtpomp. Het hemelobject werd op 30 maart 1835 ontdekt door de Britse astronoom John Herschel.

## Synoniemen
- ESO 434-38
- MCG -5-23-14
- UGCA 183
- AM 0944-301
- PGC 28027